# Desfluran
Desfluran är ett inhalationsanestetikum som används både för barn och vuxna vid underhåll av inhalationsanestesi med spontan eller kontrollerad andning. Medlet är en halogenerad metyletyleter. Desfluran har en god anestetisk effekt. Induktionstiden är kort och uppvaknandet sker snabbt. Desfluran säljs under varumärket Suprane. Desfluran är likt andra fluraner en potent växthusgas, där desfluran är bland de starkaste och ger betydligt större klimatpåverkan än t.ex. sevofluran.

## Stereokemi
Desfluran är ett racemat, dvs en 1: 1-blandning av följande två enantiomerer:
| Enantiomer av Desfluran | Enantiomer av Desfluran |
| ----------------------- | ----------------------- |
| (R)-Enantiomer          | (S)-Enantiomer          |